# Бомареа
Бомареята (Bomarea) е род растения от семейство Alstroemeriaceae.

## Описание
В рода има повече от 100 вида, повечето от които са катерещи се лиани, други са почвопокривни, а има и такива които са ниски и компактни като храстчета. Разпространени са в Южна Америка от Мексико, чак до Андите и Патагония. Цветовете са събрани в съцветия като големи чадъри, като всяко от тях може да наброява 30-45 отделни камбанки, всяка от които има три външи и три вътрешни венчелистчета, често в контрастни цветове или изпъстрени с точки.

## Размножване
Размножават се от семена или делене на туберите и въпреки че в България не са достатъчно зимоустойчиви, могат успешно да се отглеждат в саксия.

## Видове
Bomarea acutifolia е от Мексико и Коста Рика, по-малко зимоустойчива от останалите. Външните венчелистчета са ярко червени, вътрешните ярко жълти, потъмняващи до оранжево-червено, тичинките са наситено сини. Достига доста големи размери, до 4,5 m.
Bomarea hirtella е с по-малки размери, достига само 1,20 m. Широко разпространена в Мексико на 2500 m надморска височина. Обича зесенчени условия, богата почва и висока влажност.
Bomarea caldasii e вечнозелена лиана от северната част на Южна Америка, цъфти късна пролет/ранно лято.
Bomarea patacoensis произхожда от Колумбия и Перу. Външните венчелистчета са алени, а вътрешните първоначално се отварят жълти и постепенно преминават в ярко червено, с яркоизразени по-тъмни червени точки. Достига 2-3 m.
Bomarea salsilla е листопаден вид от Чили, цъфти късна пролет или ранно лято.
- Bomarea acutifolia
- Bomarea angustifolia
- Bomarea borjae
- Bomarea brachysepala
- Bomarea ceratophora
- Bomarea chimborazensis
- Bomarea elegans
- Bomarea glaucescens
- Bomarea goniocaulon
- Bomarea gracilis
- Bomarea graminifolia
- Bomarea hartwegii
- Bomarea lanata
- Bomarea longipes
- Bomarea lutea
- Bomarea lyncina
- Bomarea uncifolia